# Cơ học Hamilton
Cơ học Hamilton là một lý thuyết phát biểu lại của cơ học cổ điển và tiên đoán cùng kết quả như của cơ học cổ điển phi-Hamilton. Lý thuyết sử dụng hình thức luận toán học khác và đem lại cách hiểu trừu tượng hơn đối với cơ học cổ điển, mà về sau đóng góp vào cách phát biểu toán học của cơ học lượng tử.
Cơ học Hamilton do William Rowan Hamilton phát biểu lần đầu tiên vào năm 1833, xuất phát từ cơ học Lagrange, một lý thuyết phát biểu lại trước đó của cơ học cổ điển do Joseph Louis Lagrange đưa ra vào năm 1788.

## Tổng quan
Trong cơ học Hamilton, một hệ vật lý cổ điển được miêu tả bằng một tập hợp các tọa độ chính tắc (canonical coordinates) {\displaystyle {\boldsymbol {r}}=({\boldsymbol {q}},{\boldsymbol {p}})}, mà mỗi thành phần của tọa độ {\displaystyle q_{i},p_{i}} được đánh chỉ số theo hệ quy chiếu của hệ.
Tiến hóa thời gian (time evolution) của hệ được xác định duy nhất bằng phương trình Hamilton:
| {\displaystyle {\begin{aligned}&{\frac {\mathrm {d} {\boldsymbol {p}}}{\mathrm {d} t}}=-{\frac {\partial {\mathcal {H}}}{\partial {\boldsymbol {q}}}}\\&{\frac {\mathrm {d} {\boldsymbol {q}}}{\mathrm {d} t}}=+{\frac {\partial {\mathcal {H}}}{\partial {\boldsymbol {p}}}}\end{aligned}}} |
với {\displaystyle {\mathcal {H}}={\mathcal {H}}({\boldsymbol {q}},{\boldsymbol {p}},t)} là hàm Hamilton hay Hamiltonian, mà tương ứng với tổng năng lượng của hệ. Đối với hệ kín, nó là tổng của động năng và thế năng trong hệ.
Trong cơ học Newton, sự thay đổi trạng thái của hệ theo thời gian (tiến hóa thời gian) nhận được bằng cách tính tổng lực đang tác dụng lên từng hạt trong hệ, và từ định luật hai Newton sẽ tính được sự thay đổi của vị trí và vận tốc. Ngược lại, trong cơ học Hamilton, sự tiến hóa theo thời gian nhận được bằng cách tính hàm Hamilton của hệ trong tọa độ suy rộng và đưa chúng vào phương trình Hamilton. Cách tiếp cận này là tương đương với cách sử dụng trong cơ học Lagrange. Thực chất, như chỉ ra bên dưới, cơ học Hamilton chính là biến đổi Legendre của cơ học Lagrange, và do đó cả hai cách tiếp cận cho ra các phương trình như nhau đối với cùng động lượng suy rộng. Động lực chính khi sử dụng cơ học Hamilton thay vì cơ học Lagrange đến từ cấu trúc symplectic của hệ Hamilton.
Ngoài những hệ đơn giản có thể được miêu tả bằng cơ học Hamilton như quả bóng căng, con lắc hay lò xo dao động trong đấy năng lượng thay đổi từ động năng sang thế năng và ngược lại theo thời gian, sức mạnh của cơ học Hamilton ở chỗ nó áp dụng cho những hệ có động lực phức tạp hơn, như quỹ đạo hành tinh trong lý thuyết nhiễu loạn của cơ học thiên thể. Hệ càng có nhiều bậc tự do thì nó tiến hóa theo thời gian càng phức tạp, thậm chí trở thành hỗn độn.

### Giải thích ý nghĩa vật lý cơ bản
Một lý giải đơn giản về cơ học Hamilton đến từ ứng dụng của nó về hệ thống một chiều chứa một hạt khối lượng m. Hàm Hamilton (Hamiltonian) biểu diễn tổng năng lượng khép kín trong hệ,
đó là tổng của động năng và thế năng, thông thường được ký hiệu lần lượt là T và V. Ở đây q là tọa độ và p là động lượng, mv. Khi đó
{\displaystyle {\mathcal {H}}=T+V,\quad T={\frac {p^{2}}{2m}},\quad V=V(q).}
Chú ý rằng T là hàm chỉ chứa p, trong khi V chỉ chứa biến q (ví dụ, T và V là các hàm dừng (scleronomic)).
Trong ví dụ này, đạo hàm theo thời gian của động lượng p bằng lực Newton,do vậy phương trình Hamilton thứ nhất có nghĩa là lực bằng trừ gradien của thế năng. Đạo hàm theo thời gian của tọa độ q chính là vận tốc của hạt, do vậy phương trình Hamilton thứ hai có nghĩa là vận tốc của hạt bằng đạo hàm của động năng hạt theo động lượng của nó.

## Sách tham khảo
- Arnol'd, V. I. (1989), Mathematical Methods of Classical Mechanics, Springer-Verlag, ISBN 0-387-96890-3
- Abraham, R.; Marsden, J.E. (1978), Foundations of Mechanics, London: Benjamin-Cummings, ISBN 0-8053-0102-X
- Arnol'd, V. I.; Kozlov, V. V.; Neĩshtadt, A. I. (1988), Mathematical aspects of classical and celestial mechanics, quyển 3, Springer-Verlag {{Chú thích}}: Đã bỏ qua tham số không rõ |book-title= (trợ giúp)
- Vinogradov, A. M.; Kupershmidt, B. A. (1981), The structure of Hamiltonian mechanics, London Math. Soc. Lect. Notes Ser., quyển 60, London: Cambridge Univ. Press, Bản gốc (DjVu) lưu trữ ngày 3 tháng 7 năm 2007, truy cập ngày 20 tháng 9 năm 2015